# Atol elevado

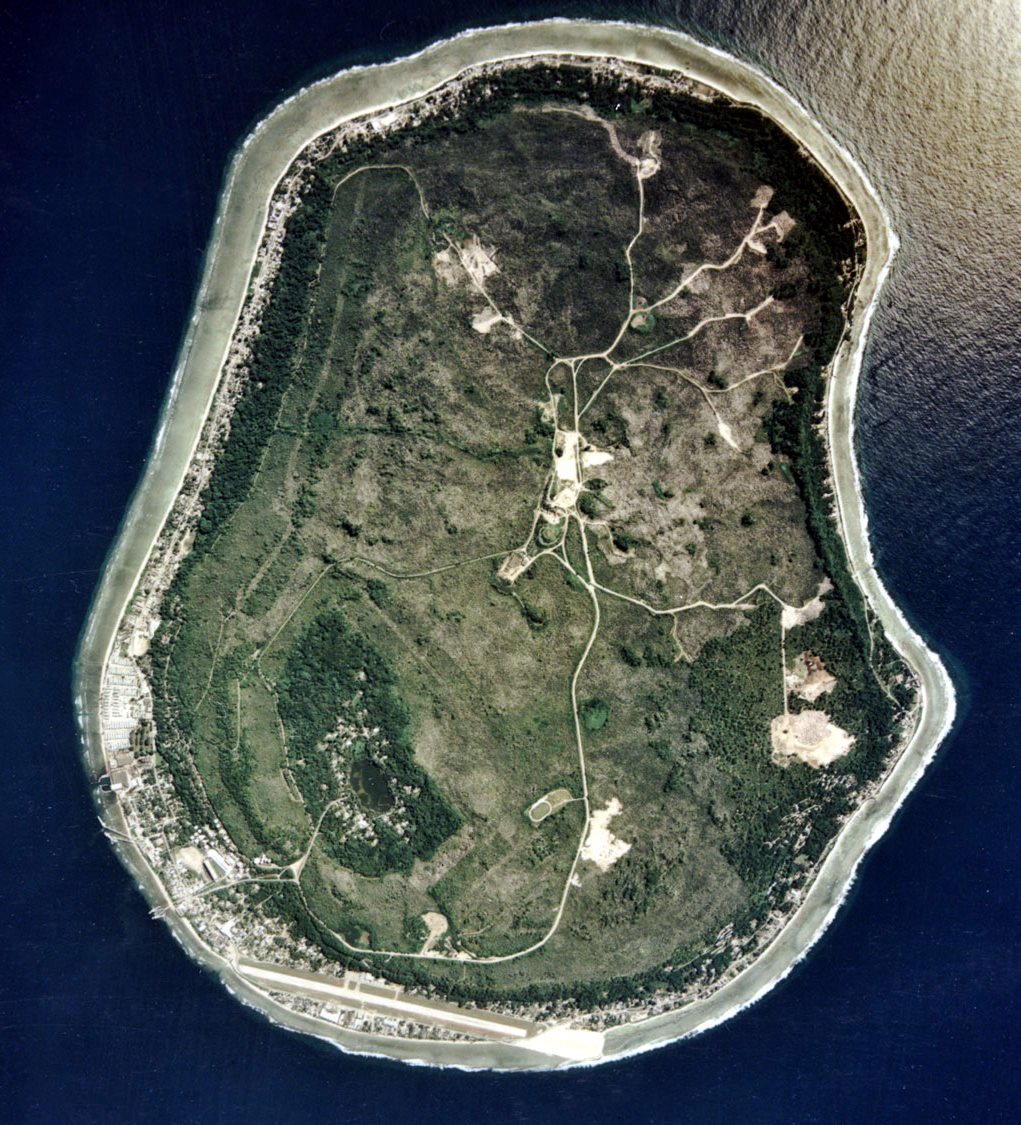
Nauru Satélite

Um atol elevado ou ilha de coral é um atol que por levantamento tectónico foi erguido o suficiente acima do nível do mar para que fique protegido de tempestades e disponha de solo e espécies (frequentemente endémicas) de flora e fauna para se desenvolverem no seu interior. À exceção da ilha Aldabra no oceano Índico e da ilha Henderson no oceano Pacífico, a maior parte dos atóis elevados na zona tropical foram dramaticamente alterados pela atividade humana, com mudança de habitat, introdução de espécies, mineração de fosfatos e mesmo testes de armamento nuclear.